# Фотоелектрохімічний процес
Фотоелектрохімічні процеси — це процеси у фотохімії, вони зазвичай включають перетворення світла в інші форми енергії [1]. Ці процеси відбуваються у фотохімії, оптично накачуваних лазерах, сенсибілізованих сонячних елементах, люмінесценції та фотохромізмі.

## Електронне збудження
Електронне збудження — це перехід електрона до вищого енергетичного стану. Це може бути зроблено або шляхом фотовозбудження, де вихідний електрон поглинає фотон і отримує всю енергію фотона або електричним збудженням, де вихідний електрон поглинає енергію іншого, енергетичного електрона. У кристалічній ґратці напівпровідника термічне збудження є процесом, коли коливання решітки забезпечують достатньо енергії для переміщення електронів у більш високу енергію. Коли збуджений електрон знову повертається до більш низького енергетичного стану, його називають електронною релаксацією. Це може бути зроблено випромінюванням фотона або передачею енергії третій частині глядача.
У фізиці існує специфічне технічне визначення рівня енергії, яке часто пов'язане з порушенням атома до збудженого стану. Збуджений стан, загалом, має відношення до основного стану, де збуджений стан знаходиться на більш високому енергетичному рівні, ніж основний стан.

## Закон Штарка–Ейнштейна
Закон Штарка–Ейнштейна — один квант абсорбованого світла викликає одну елементарну хімічну реакцію. Закон дозволяє встановити залежність між поглинутою енергією та ступенем перетворення речовини.
Оскільки основна елементарна реакція, що протікає при поглинанні одного кванта світла, часто супроводиться побічними реакціями, квантовий вихід відрізняється від одиниці.